# Phaeochrous gambiensis
Phaeochrous gambiensis là một loài bọ cánh cứng trong họ Hybosoridae. Loài này được Westwood miêu tả khoa học năm 1846.